# Ficopomatus miamiensis
Ficopomatus miamiensis är en ringmaskart som först beskrevs av Treadwell 1934.  Ficopomatus miamiensis ingår i släktet Ficopomatus och familjen Serpulidae. Inga underarter finns listade i Catalogue of Life.